# El Cobarde
Miguel Ángel Delgado Reyes, noto con lo pseudonimo (El) Cobarde ("Il codardo" in spagnolo) (Ciudad Juárez, 28 agosto 1947 – Ciudad Juárez, 7 febbraio 1983), è stato un wrestler messicano.
Luchador di seconda generazione, figlio dell'originale Dr. X e fratello dei lottatori "Impostor" (poi conosciuto come El Cobarde II) e "Legendario", era lo zio dei wrestler Hijo del Cobarde, El Cobarde Jr. e Impostor Jr. Delgado nacque e morì a Ciudad Juarez.

## Carriera
El Cobarde fu uno dei primi luchadors ad esibirsi in Giappone, dove sfidò, senza successo, il campione NWA World Heavyweight. Perse la maschera durante un Luchas de Apuestas che lo vedeva contrapposto a Fishman. Rimase nella Empresa Mexicana de Lucha Libre (EMLL), passando da rudo ("cattivo") a tecnico ("buono")  e ricevendo standing ovation da parte del pubblico messicano, specialmente a Ciudad Juarez, essendo diventato un "idolo nazionale".

## Morte
Dopo aver perso la maschera, Delgado cercò di rimanere in una posizione di rilievo, ma alla fine fu costretto a ritirarsi dopo aver appreso di avere la leucemia. Morì il 7 febbraio 1983 a causa della malattia.
Dopo la sua morte il fratello Francisco (che fino a questo punto aveva lottato come "El Impostor") adottò il ring name El Cobarde ed indossò la sua maschera, diventando "El Cobarde II". La gimmick di Cobarde II fu utilizzata da due diversi lottatori che lottarono come "El Cobarde Jr.", uno fratello di El Cobarde (I e II) mentre l'altro figlio di El Cobarde II. Infine, un altro figlio ha lottato come "Hijo del Cobarde".

## Titoli e riconoscimenti
- Universal Wrestling Association
  - UWA World Light Heavyweight Championship (1)
- Altri titoli
  - Northern Mexico Middleweight Championship (1)
  - Northern Mexico Tag Team Championship (1) – con Golden Boy